# Vedran Đipalo
Vedran Đipalo (Sinj, 22. rujna 1977.) hrvatski boksač.
Živi u malom mjestu Lučane nekih desetak kilometara od Sinja. Svoje najbolje rezultate u karijeri ostvario je tijekom 2004. i 2005. godine kada se uspio kvalificirati i na Ljetne Olimpijske igre u Ateni. Na Olimpijskim igrama je izbačen u prvom krugu od strane australskog predstavnika Adam Forsytha u teškoj kategoriji (91 kg).
Najvrijednija medalja koju je Đipalo ostvario je brončana medalja s Europskog prvenstva 2004. godine koje se održalo u Puli te medalja sa Svjetskog Univerzitetskog boksačkog prvenstva iste godine. Član je splitskog boksačkog kluba "Pauk" koji je ostvario odlične rezultate zadnjih godina. Ujedno je i na funkciji boksačkog trenera u klubu borilačkih sportova "Joker Split", koji se nalazi unutar istoimenog, poslovno-trgovinskog kompleksa.

## Vanjske poveznice
- (engl.) Yahoo! Sports
- (engl.) Sports-reference  Arhivirana inačica izvorne stranice od 7. listopada 2015. (Wayback Machine)